# شتاء

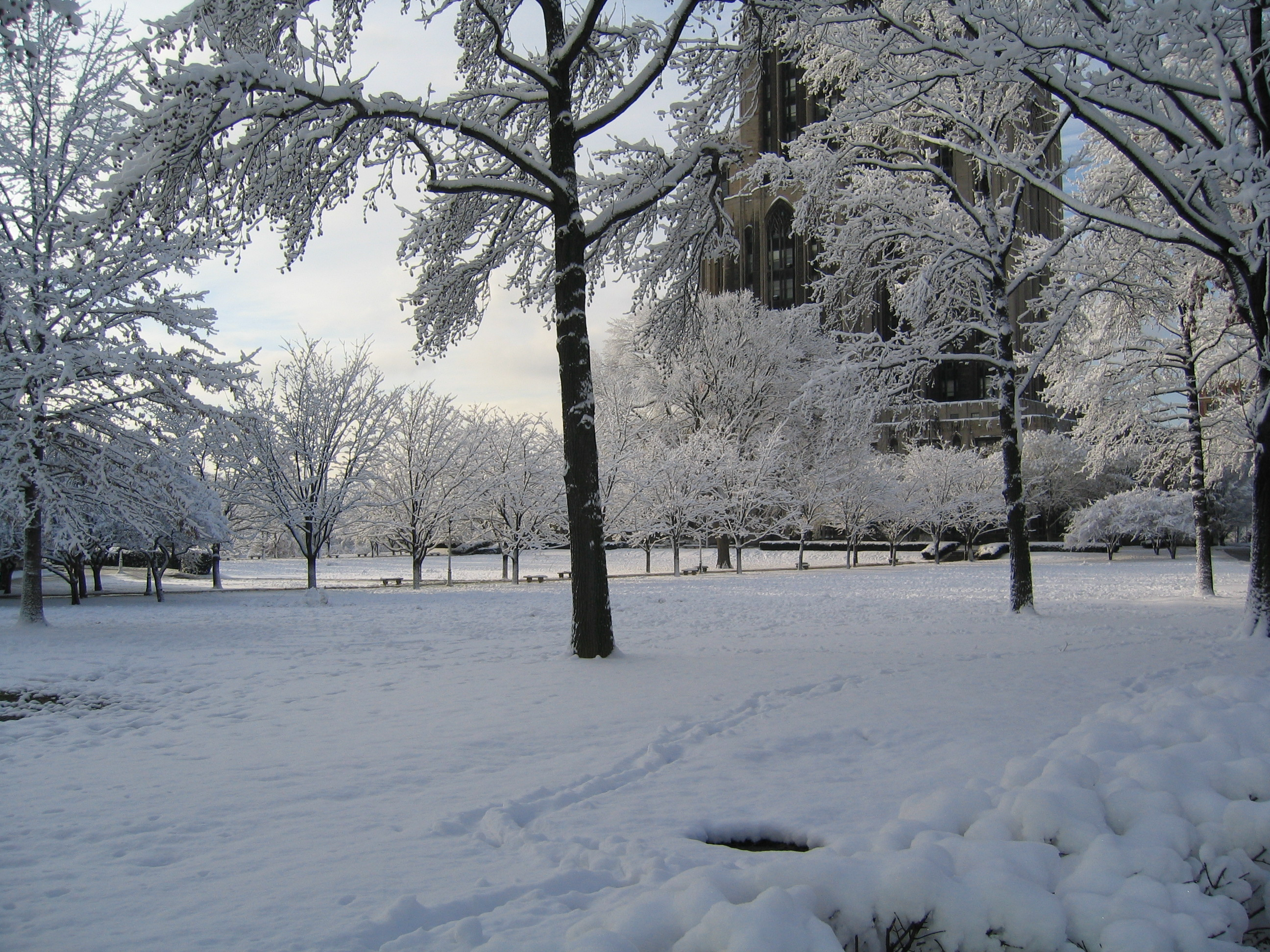
حديقة مغطاة بالثلوج في بيتسبورغ بولاية بنسيلفانيا خلال الشتاء.

الشِّتَاء (الجمع: أَشْتِيَة) هو أبرد فصل من السنة في المناخ القطبي وكذلك المناخ المعتدل، ويأتي بين الخريف والربيع. وينتج فصل الشتاء عن ميلان محور الأرض في نصف الأرض الموجه بعيداً عن الشمس. ويبدأ هذا الفصل من 22 ديسمبر إلى 20 مارس في نصف الأرض الشمالي، كما تعتمد عدة ثقافات تواريخ مختلفة لبداية الشتاء، وبعضها يستعمل تعريفا مبنيا على الطقس. وعندما يكون الشتاء في نصف الكرة الشمالي يكون الصيف في نصف الأرض الجنوبي، والعكس صحيح. وفي عدة مناطق يرتبط فصل الشتاء بالثلوج ودرجات الحرارة المتجمدة. يكون الانقلاب الشتوي عندما ينعدم ارتفاع الشمس في القطب الشمالي أو القطب الجنوبي (قياسا من القطب تكون الشمس تحت خط الأفق)، ما يعني أن ذلك اليوم فيه يكون أقصر نهار وأطول ليل. ويدوم فصل الشتاء 89 يوماً في النصف الشمالي، و93 يوماً في النصف الجنوبي.

## أصل التسمية
مصدر كلمة شتاء في اللغة العربية كلمة (شاتي) أي ذو مطر، وجمعها (أشتية).

## التعريف

### فلكيا

الغطاء الثلجي حسب الفصول

من وجهة النظر الفلكية، يبدأ الشتاء مع بداية الانقلاب الشتوي وينتهي بالاعتدال الموالي (الذي يأذن ببداية فصل الربيع). ويبدأ الشتاء في النصف الشمالي من 7 نوفمبر إلى 7 فبراير ويتوسطهما تاريخ الانقلاب الشتوي الذي يصادف 21 ديسمبر، أما عن النصف الجنوبي فإن حلول الشتاء الفلكي يكون تقريباً يوم 7 مايو وينتهي إلى 7 أغسطس، ويتوسط هذه التاريخين يوم الانقلاب الذي يوافقه يوم 21 يونيو.

### مناخيا
أما من وجهة النظر المناخية يأتي الشتاء في أبرد فترة من السنة. في النصف الشمالي يناسب هذا الفصل كلا من ديسمبر، يناير وفبراير. فمثلا في فرنسا يكون يناير أبرد شهر في السنة، ثم يتبعه فبراير ثاني الشهور برودة وذلك حسب المناطق (في حالة ليون) أو شهر فبراير (كحالة باريس). في النصف الجنوبي يكون الشتاء المناخي في شهور يونيو، يوليو وأغسطس.

### تقويميا

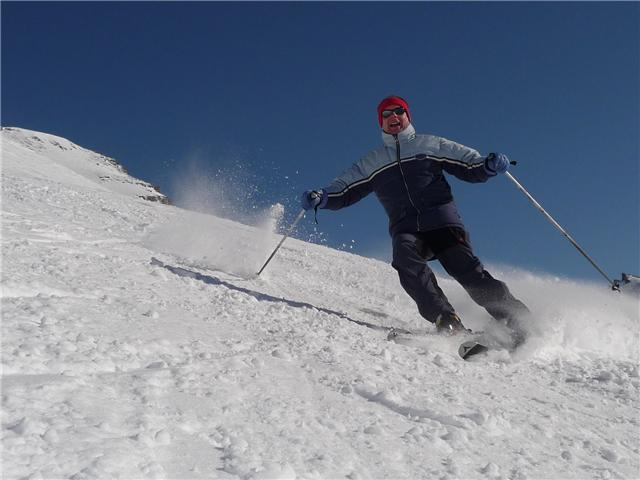
يرتبط فصل الشتاء برياضات محددة مثل التزلج على الجليد

تختلف تواريخ بداية ونهاية الشتاء كثيرا وذلك حسب الثقافات. بعض التقاويم (كما في فرنسا والمغرب العربي) يبدأ الشتاء فيها يوم 21 أو 22 ديسمبر عند الانقلاب الشتوي وينتهي في 20 مارس عند الاعتدال الربيعي. في روسيا يبدأ الشتاء في فاتح ديسمبر، ما يناسب الشتاء المناخي. في أستراليا ومدغشقر، يبدأ في أول يونيو، ما يناسب الشتاء المناخي الجنوبي.
في دول الكلت (على سبيل المثال التقويم الإيرلندي القديم) وفي إسكندنافيا يبدأ الشتاء في أول نوفمبر في عيد جميع القديسين أو ساوين (عيد كلتي) وينتهي في 1 أو 2 فبراير باحتفال إيمبولك. ومثل ذلك يكون في الدول اللاتينية حيث تكون الاحتفالات والكرنفالات معلنة انتهاء الشتاء وبداية الأيام الجميلة.
في التقويم الصيني (وكذلك تقاويم شرق آسيوية أخرى) يبدأ الشتاء في 7 نوفمبر (بالصينية: 立冬 (ليدونغ، بداية الشتاء))، ما يناسب تقريباً بداية الشتاء الفلكي هناك. في التقويم العربي، يمثل شهري جمادى الأولى وجمادى الآخرة فصل الشتاء سواء أوافقهما أم لا، ولفظ جمادى يوافق التجمد، حيث تتجمد المياه في الشهرين من الصر، وهو البرد القارس، خصوصاً في شمال شبه الجزيرة العربية.

## المميزات

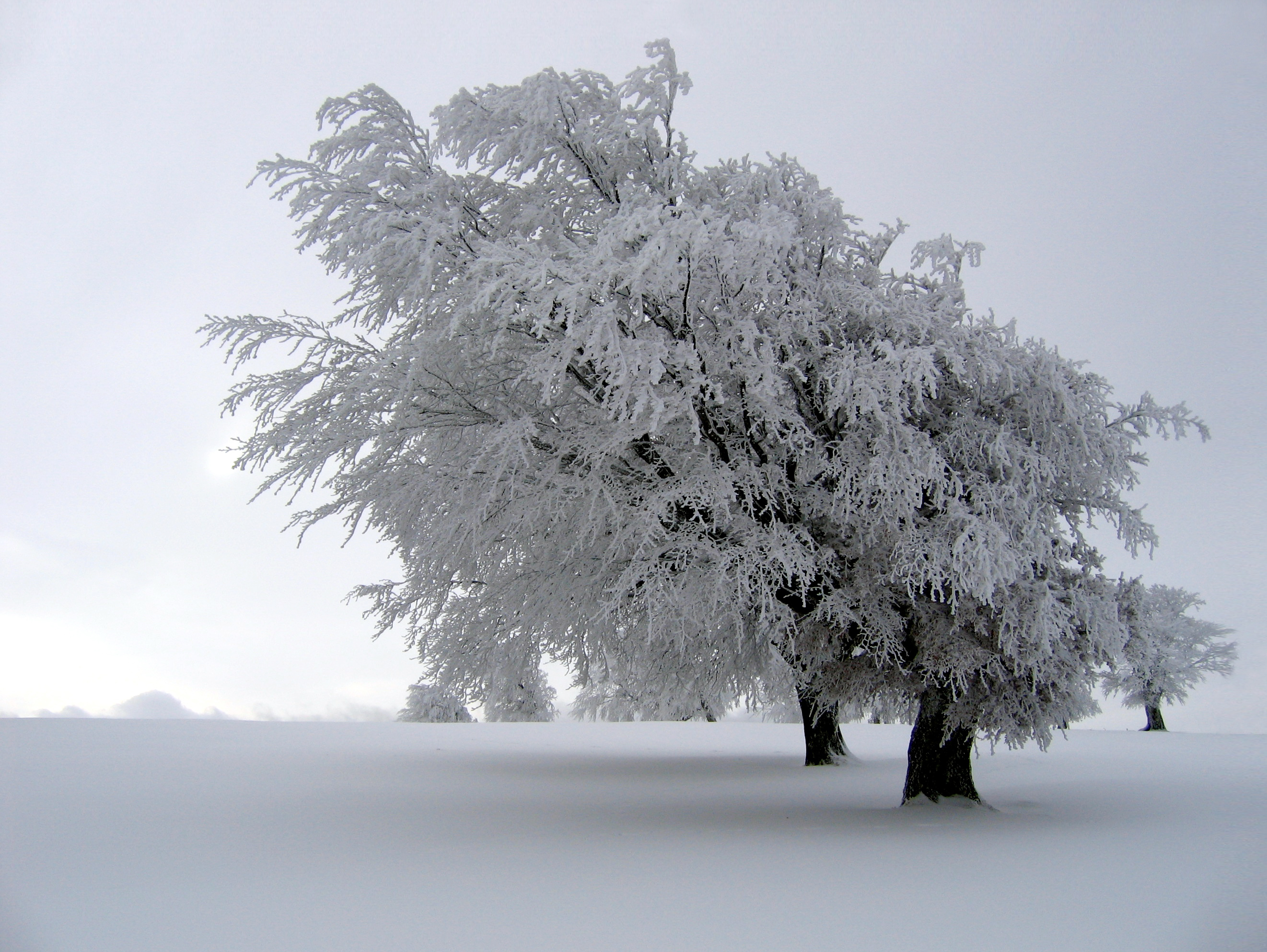
منظر الشتاء في ألمانيا

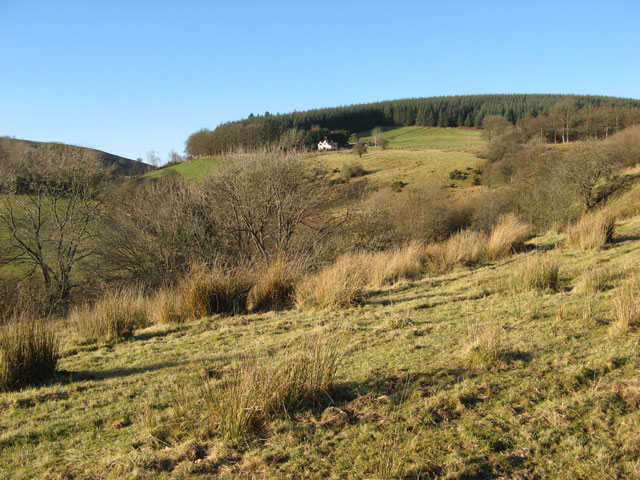
منظر شتوي بدون ثلوج في بلاد الغال

يتزامن الشتاء المناخي مع الأيام الأقصر ودرجات الحرارة الأدنى. تشهد بعض المناطق تساقطات قوية في الشتاء، مع رطوبة كبيرة بسبب أن درجات الحرارة المتدنية تبطئ التبخر.
إن تراكم الثلوج والجليد مرتبط بفصل الشتاء في النصف الشمالي، بسبب الكتل القارية الكبيرة هناك. في النصف الجنوبي للأرض، المناخ الأكثر محيطية وغياب الكتل القارية نسبيا جنوب خط عرض 40° جنوبا، يجعل فصل الشتاء هناك أكثر دفئا، الثلوج والجليد أكثر ندرة في المناطق المسكونة من هذا النصف، ولكن توجد على مدار السنة في المناطق المرتفعة مثل جبال الأنديز، الجبال الأسترالية وجبال نيوزيلندا وفي بعض الأحيان جنوب باتاغونيا.
وبصفة عامة كلما كانت المنطقة أقرب من المناخ القطبي وكانت أبعد نحو شرق الكتل القارية في النصف الشمالي، كان فصل الشتاء في تلك المنطقة أقسى. وهذا أيضا صحيح في الجبل عند ازدياد الارتفاع.

### طول النهار
أين ما كانت المنطقة المختارة، يبقى امتياز فصل الشتاء بلياليه الطويلة. حيث يكون النهار قصيرا حتى منعدما، كما الحال في القطبين الشمالي والجنوبي، حيث يكون في المناطق ابتداء من الدائرة القطبية الشمالية أو الدائرة القطبية الجنوبية ليلة طولها 24 ساعة على الأقل و6 أشهر (معدل 4,368 ساعة) على الأكثر. وابتداء من الانقلاب الشتوي (21 ديسمبر) يبدأ النهار بزيادة طوله وينطلق تناقص طول الليل.

### الأسباب
إن ميل محور الأرض نسبة إلى مخططها المداري يؤدي دورا كبيراً في تكون الطقس. يميل محور الأرض بزاوية قدرها 23.44°، مسببة لخطوط عرض مختلفة بمواجهة الشمس. هذه التغيرات تجلب معها الفصول. عندما يكون الشتاء في النصف الشمالي، يواجه النصف الجنوبي الشمس مباشرة ما يجعل درجات الحرارة دافئة أكثر من تلك في النصف الشمالي. وعكسيا، يحدث الشتاء في النصف الجنوبي عندما يُمال النصف الشمالي نحو الشمس، التي يكون ارتفاعها خلال الشتاء منخفضا مقارنة بفصل الصيف.

العلاقة المدارية بين الاعتدال، الانقلاب والفصول المتداخلة

وخلال فصل الشتاء في أي من أنصاف الكرة الأرضية، يسبب الارتفاع القليل للشمس في السماء أن تضرب أشعتها بزاوية حادة. في المناطق الشتوية، تنتشر نفس كمية الاشعاع الشمسي عبر مساحة أوسع. هذا التأثير رهين بالمسافة التي سيعبرها شعاع الضوء عبر الغلاف الجوي للوصول إلى الأرض، ما يسمح للغلاف الجوي بتبديد حرارة أكثر. مقارنة بهذه التأثيرات يبدو تغير المسافة بين الأرض والشمس غير ملحوظ البتة.
هيمنة الشتاء المناخي بدرجات الحرارة المتجمدة في خطوط العرض الشمالية الثلجية متغيرة جدا بحسب الارتفاع، الموقع مقابل الرياح البحرية ونسبة الهطول. الحالة المقصودة هنا هي كندا، دولة مرتبطة عادة بشتائها القاسي. تبعد وينيبيغ في السهول الكبرى عن المسطحات المائية مسافة طويلة نسبيا، تسجل المعدل الحراري الشهري في يناير بـ –11.3°م وهو الأعلى، أما المعدل الأدنى فيبلغ –21.4°م. بالمقارنة، فٙفانكوفر على الساحل ما يعني تأثيراً بحريا من رياح المحيط الهادئ، تسجل حرارة دنيا في يناير تبلغ 1.4°م بينما قد ترتفع إلى 6.9°م. وللملاحظة تقع كلا المدينتين على خط عرض 49° شمالا، ونفس الجانب من القارة، أي الجانب الغربي. يوجد نفس التأثير لكن باختلافات أقل في أوروبا، في مناطق كالجزر البريطانية مع تسجيل درجات حرارة تحت درجة التجمد.

### أشتية قاسية عبر التاريخ
تعرف بعض السنوات شتاء بارد جدا نسبيا تؤثر على المجتمعات البشرية (مجاعات بسبب المحاصيل الرديئة، وفيات كثيرة...) وتسجلها الذاكرة الجمعية
| القرن العاشر | القرن الحادي عشر | القرن الثاني عشر | القرن الثالث عشر | القرن الرابع عشر | القرن الخامس عشر | القرن السادس عشر | القرن السابع عشر | القرن الثامن عشر | القرن التاسع عشر | القرن العشرين | القرن الحادي والعشرين |
| ------------ | ---------------- | ---------------- | ---------------- | ---------------- | ---------------- | ---------------- | ---------------- | ---------------- | ---------------- | ------------- | --------------------- |
|              | 1076-1077        |                  | 1242-1243        |                  | 1407-1408        | 1507-1508        | 1607-1608        | 1708-1709        | 1879-1880        | 1916-1917     | 2005-2006             |
|              |                  |                  |                  |                  | 1419-1420        | 1513-1514        | 1615-1616        | 1715-1716        |                  | 1928-1929     | 2009-2010             |
|              |                  |                  |                  |                  | 1422-1423        | 1534-1535        | 1620-1621        | 1728-1729        |                  | 1938-1939     | 2010-2011             |
|              |                  |                  |                  |                  | 1434-1435        | 1543-1544        | 1640-1641        | 1739-1740        |                  | 1939-1940     | 2011-2012             |
|              |                  |                  |                  |                  | 1442-1443        | 1552-1553        | 1655-1656        | 1741-1742        |                  | 1941-1942     | 2012-2013             |
|              |                  |                  |                  |                  | 1457-1458        | 1564-1565        | 1657-1658        | 1775-1776        |                  | 1946-1947     |                       |
|              |                  |                  |                  |                  | 1480-1481        | 1568-1569        | 1659-1660        | 1783-1784        |                  | 1954-1955     |                       |
|              |                  |                  |                  |                  | 1490-1491        | 1570-1571        | 1662-1663        | 1784-1785        |                  | 1956          |                       |
|              |                  |                  |                  |                  |                  | 1594-1595        | 1669-1670        | 1788-1789        |                  | 1962-1963     |                       |
|              |                  |                  |                  |                  |                  |                  | 1676-1677        | 1794-1795        |                  | 1978-1979     |                       |
|              |                  |                  |                  |                  |                  |                  | 1683-1684        |                  |                  | 1984-1985     |                       |
|              |                  |                  |                  |                  |                  |                  | 1694-1695        |                  |                  |               |                       |
| المصدر: ·    |                  |                  |                  |                  |                  |                  |                  |                  |                  |               |                       |

## البيئة

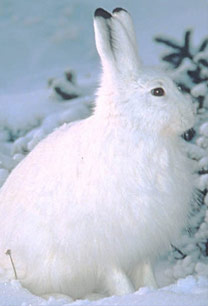
أرنب حذاء الثلوج البري أحد الحيوانات التي تغير فروها خلال الشتاء

للنجاة في الشتاء، طورت بعض الحيوانات تكيفات مرفولوجية وخِلقية لإمضاء الشتاء:
- هجرة الحيوانات تأثير شائع، خصوصاً عند الطيور (أغلبية الطيور لا تهاجر)، كذلك بعض الفراشات.
- السبات الشتوي هو حالة من انخفاض نسبة الاستقلاب خلال الشتاء.
- تقوم بعض الحيوانات بتخزين الطعام ترقبا للشتاء عوض السبات الكامل.
- قد تتغير نسبة العضلات واللون عند بعض الحيوانات خلال هذا الفصل. وكمثال يتغير فروها إلى اللون الأبيض.
- يتكون فرو سميك مؤقت عند بعض الثدييات، ما يزيد حرارة أجسادها. ويزيد نشاط الصيادين خلال هذا الفصل بحثا عن هذا الفرو الذي يسقط بمجرد نهاية الفصل البارد.
- تستفيد بعض الحيوانات من عزلة الثلج لأجل الاختباء.

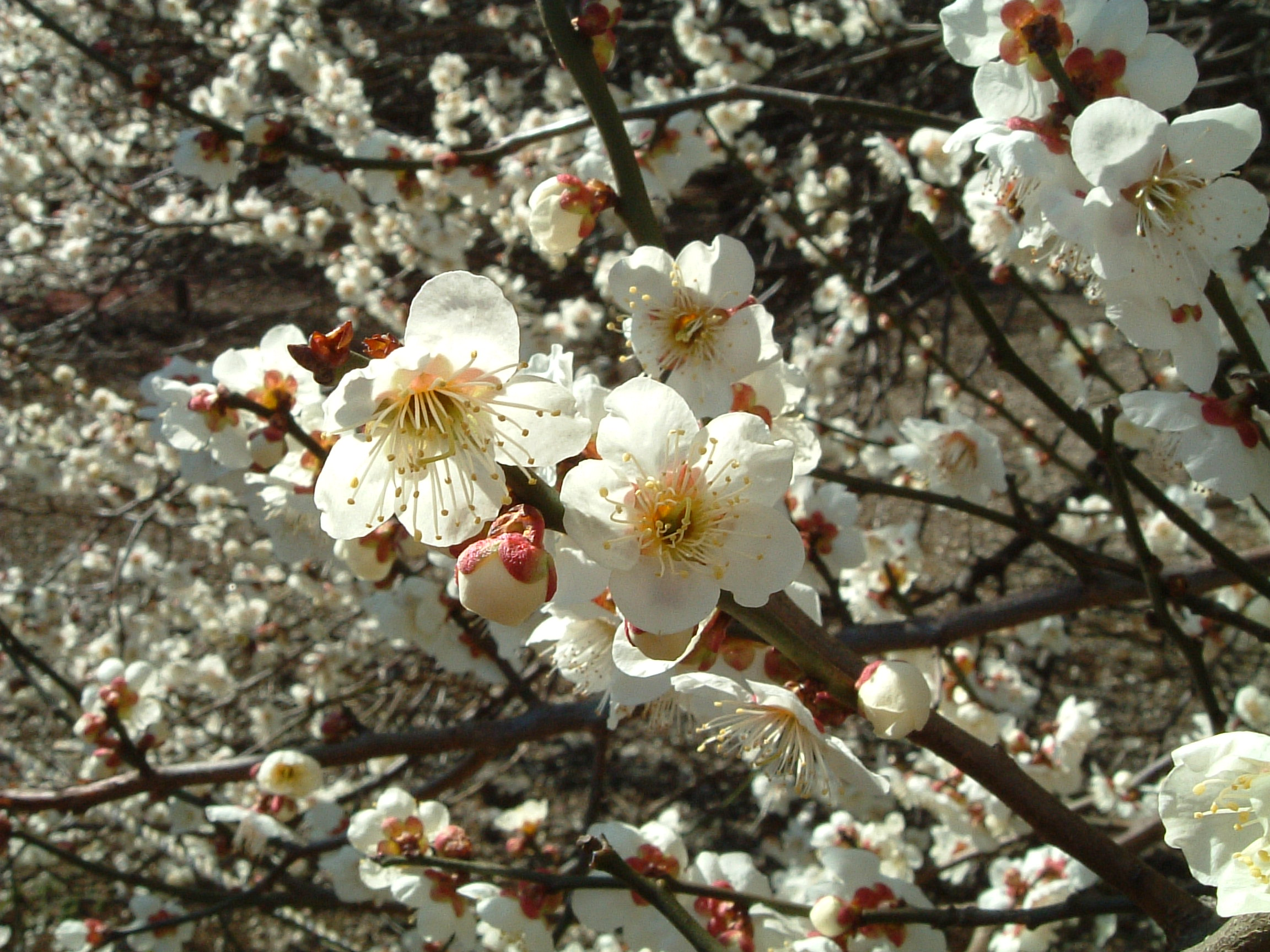
إزهار شجرة الخوخ الياباني

لا تنجو النباتات الحولية خلال الشتاء. تستغل بعض النباتات المعمرة التأثير العازل للثلج لطالما كانت مغطاة بطبقة منه. تترك بعض النباتات الكبيرة الأجزاء العلوية في «راحة» وتستغل الثلج لحماية جذورها. قليل من النباتات تزهر خلال فصل الشتاء، لكن توجد استثناءات مثل خوخ اليابان الذي يزهر قرب رأس السنة الصينية.

## الشتاء في الثقافة العربية الشعبية
الشتوية، كما يطلق على هذا الموسم في الأوساط الشعبية الشامية، فيه يعتاد أفراد العائلة والأقارب والجيران والأصدقاء التحلق حول مائدة النار (الكانون) طلباً للدفء. ويستمر السهر والسمر حتى ينطفي قبس النار أو يكاد، حيث كان الآباء والأجداد يستمعون إلى قاص شهير في القرية أو من أقاربهم يروي لهم قصص عنترة بن شداد وعبلة بنت مالك والزير سالم وتغريبة بني هلال وغيرها من قصص التراث العربي. ولا يخلو الأمر من نكات وفوازير والتي عادة ما توجه إلى الفتيان والفتيات.
بينما يتمنى الكهول الجالسين حول النار المزيد من الأمطار ليزيد المحصول في الموسم القادم، فإنهم لا يتوقفون عن ذكر ورواية أحداث جرت لهم في سنوات شبابهم بسبب الأمطار الغزيرة وفيضانات الأودية. بالمقابل يروون ذكريات عن سنين عجاف، عز فيها المطر وجف الزرع وتراجع المحصول.

### فترات الشتاء في الأوساط الشعبية العربية

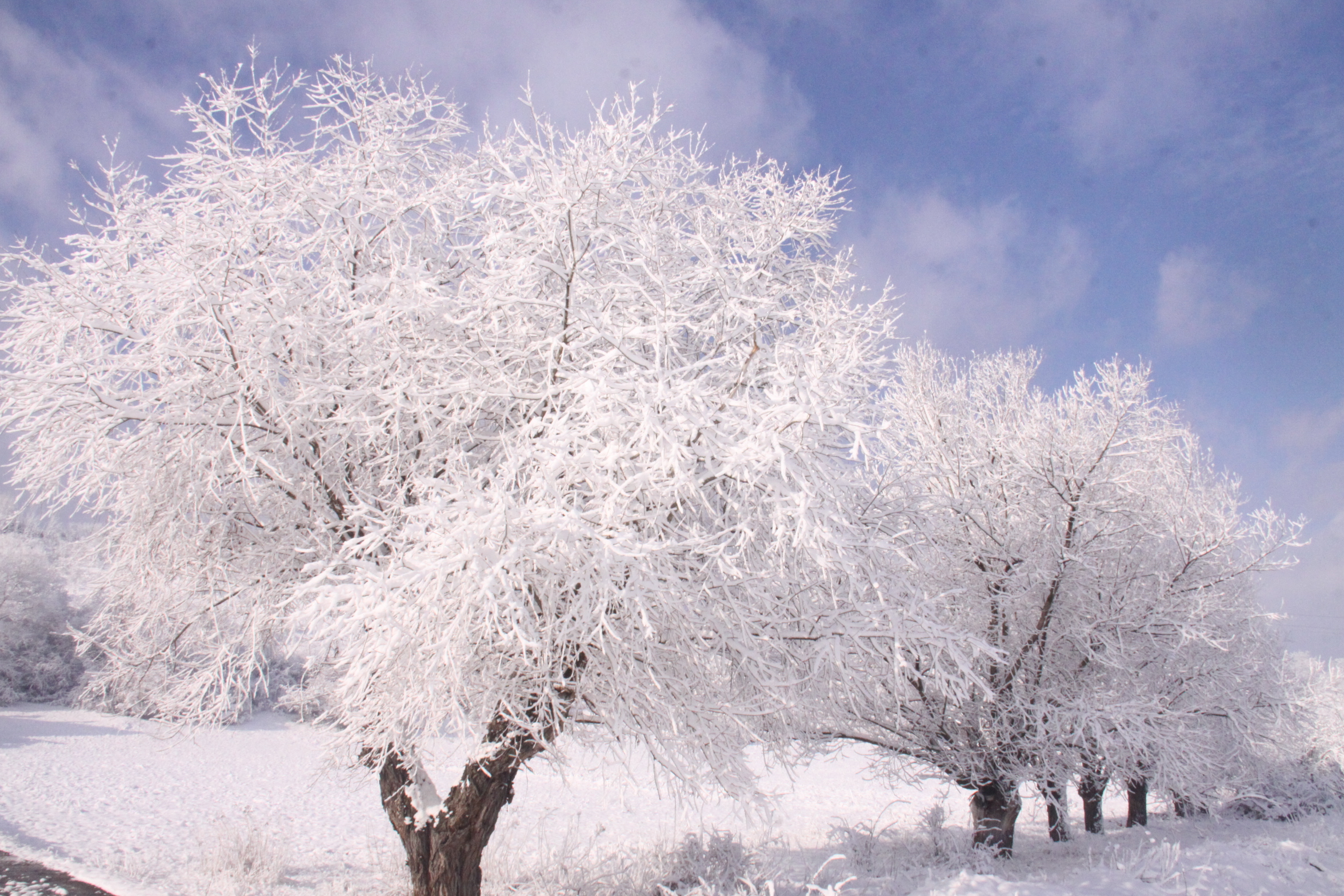
الثلوج تكسو أشجار قوصوة شتاء

#### الفترة الأولى
تسمى وتدوم أربعين يوماً وتسمى الأربعينية أو مربعانية الشتاء، وتمتد من صبيحة 23 ديسمبر وحتى مساء 31 يناير ومدتها 40 يوماً ويتصف طقس المربعانية بأنه بارد وعاصف، طوال فترة الإمطار.

#### الفترة الثانية
تسمى الخمسينية، وتنقسم إلى أربع فترات متساوية، تحمل كل منها اسم سعد وهي كالتالي:
1. سعد الذابح: تمتد لمدة 12.5 يوم وتبدأ صبيحة اليوم الأول من فبراير وتنتهي منتصف اليوم الثالث عشر منه. سميت هذه الفترة بسعد الذابح بسبب كميات الأمطار التي تهطل فيه بغزارة.
2. سعد بلع: وهي 12.5 يوم التي تلي سعد الذابح وتمتاز هذه الفترة بأن الأرض تبتلع الأمطار التي تهطل طوال هذه الفترة ويقال حينها أن الأرض وسيعة، لتعكس قدرتها على ابتلاع كميات المطر المتساقطة.
3. سعد السعود: يمتد إلى الأيام الأوائل من شهر مارس، بمعنى أن شهري فبراير ومارس يشتركان فيه. ويقول المثل: «في سعد السعود تدور المية في العود». أي تتحرك العصارة في أغصان الأشجار. وتلاحظ هذه العصارة عند كسر أي غصن صغير من شجرة.
4. سعد الخبايا: سمي هكذا لأن الأفاعي ومثيلاتها تخرج من جحورها، بعد فترة السبات الشتوي الطويلة وذلك لأن الشمس بدأت ترسل أشعتها على الأرض، وأخذت حرارة الجو بالازدياد وتكتسي الأرض بالأزهار ومختلف الأعشاب بفعل أشعة الشمس وحرارتها التي تبعث الحياة. وليست الأفاعي هي التي تخرج من جحورها فحسب بل العقارب والسحالي والعظاءات والجراذين وغيرها من الزواحف التي تنشط صيفاً وتبيت شتاءً.

## صور

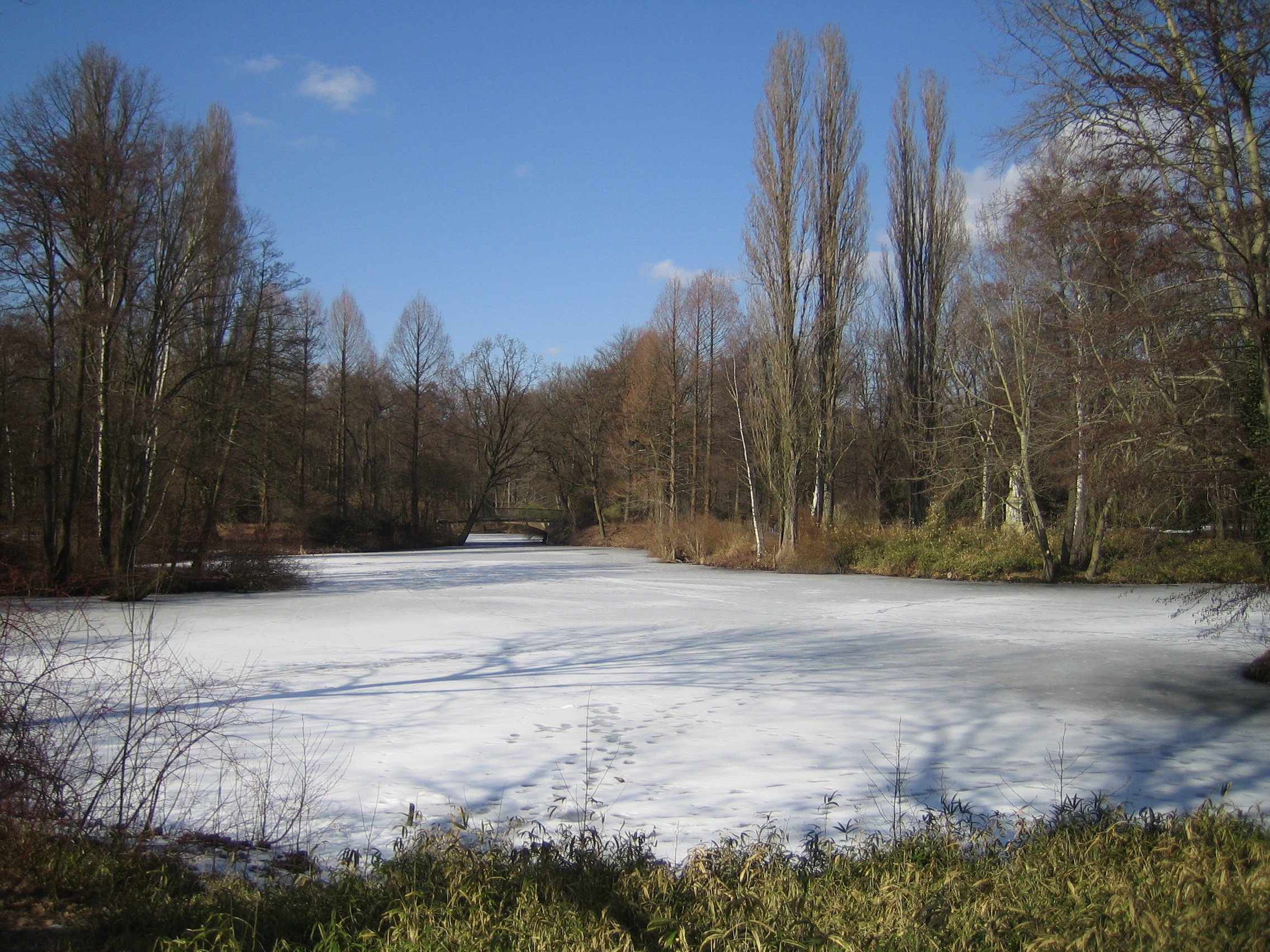
الشتاء في ألمانيا
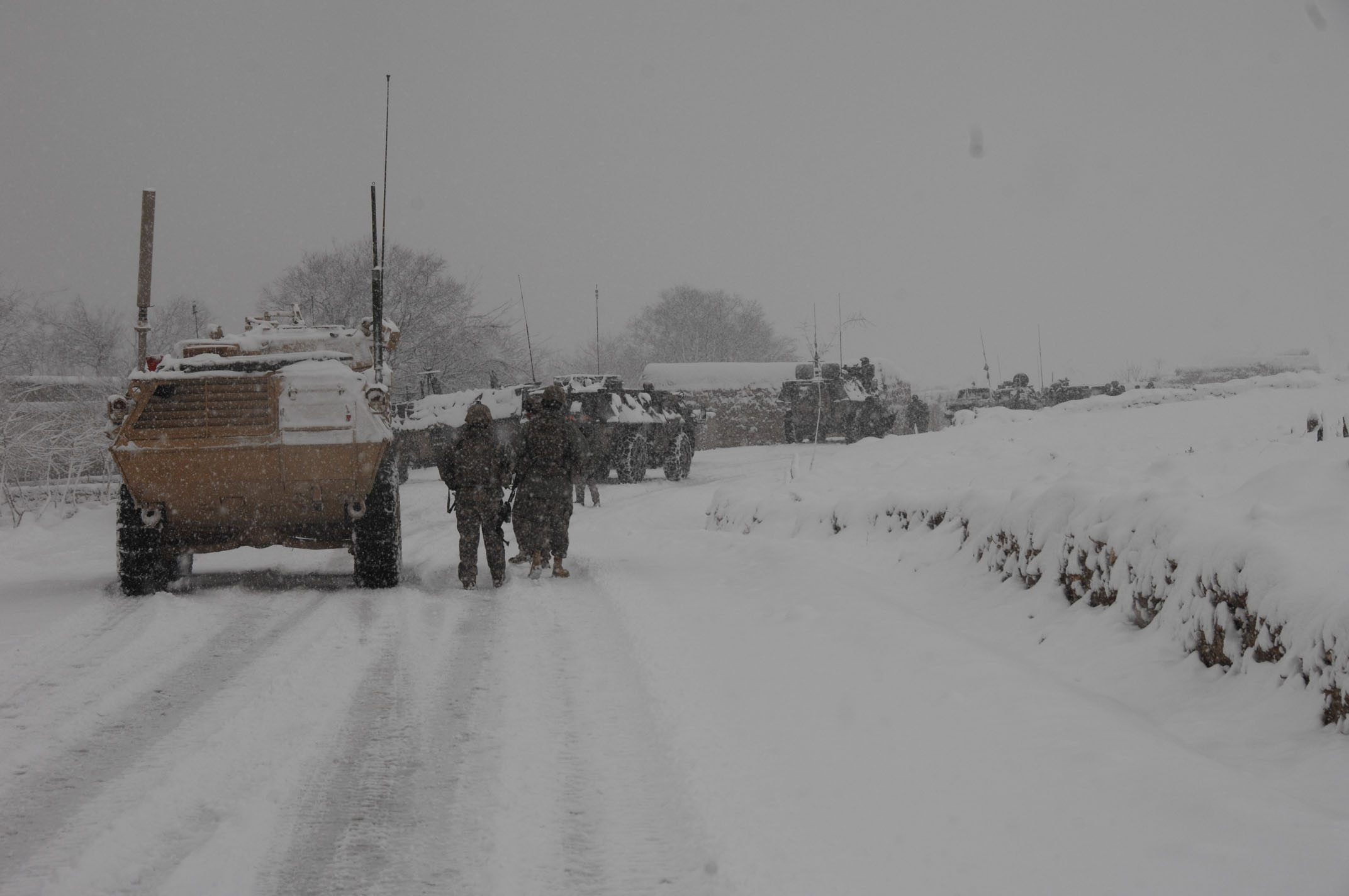
الشتاء في أفغانستان
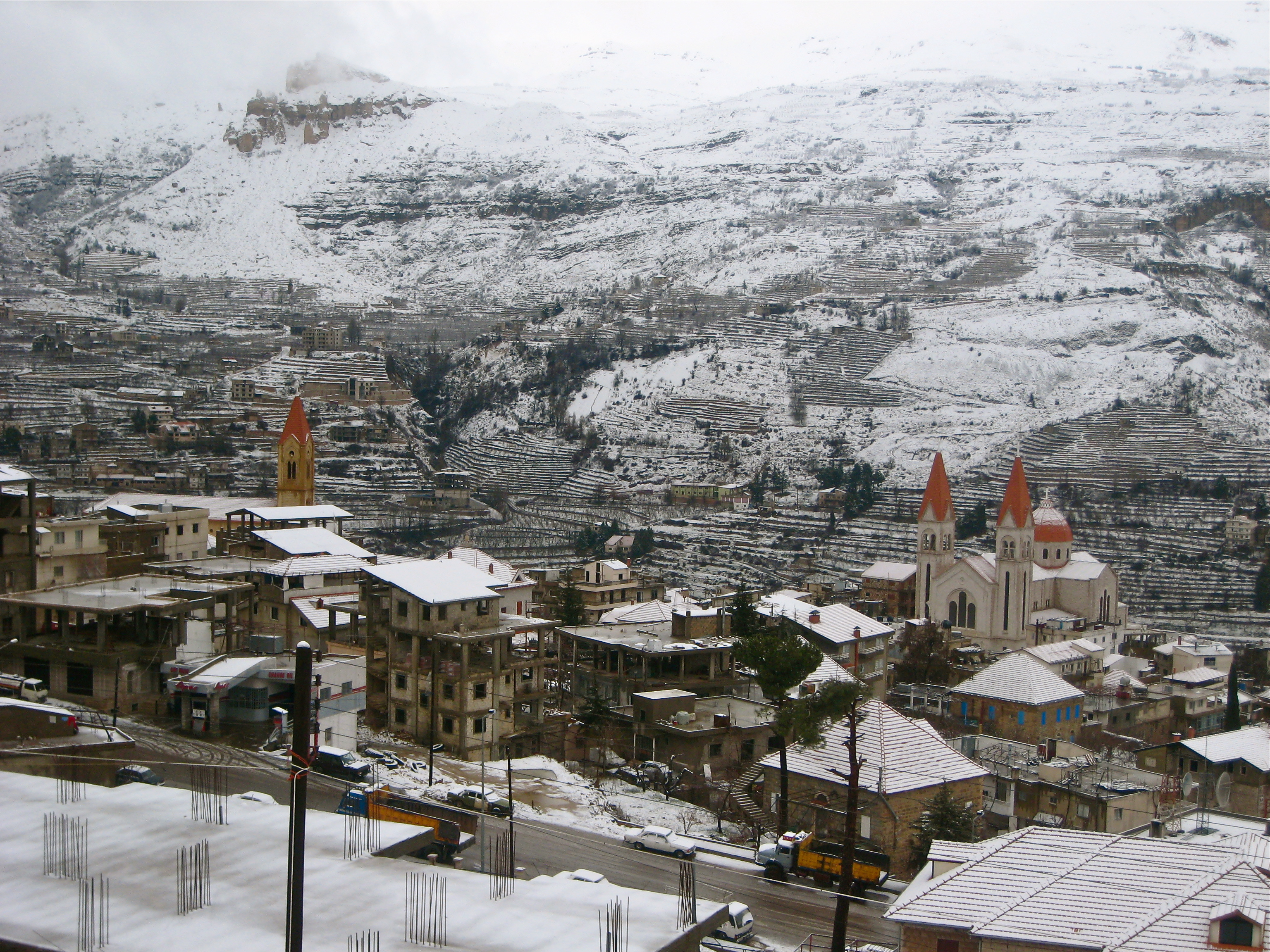
الشتاء في لبنان
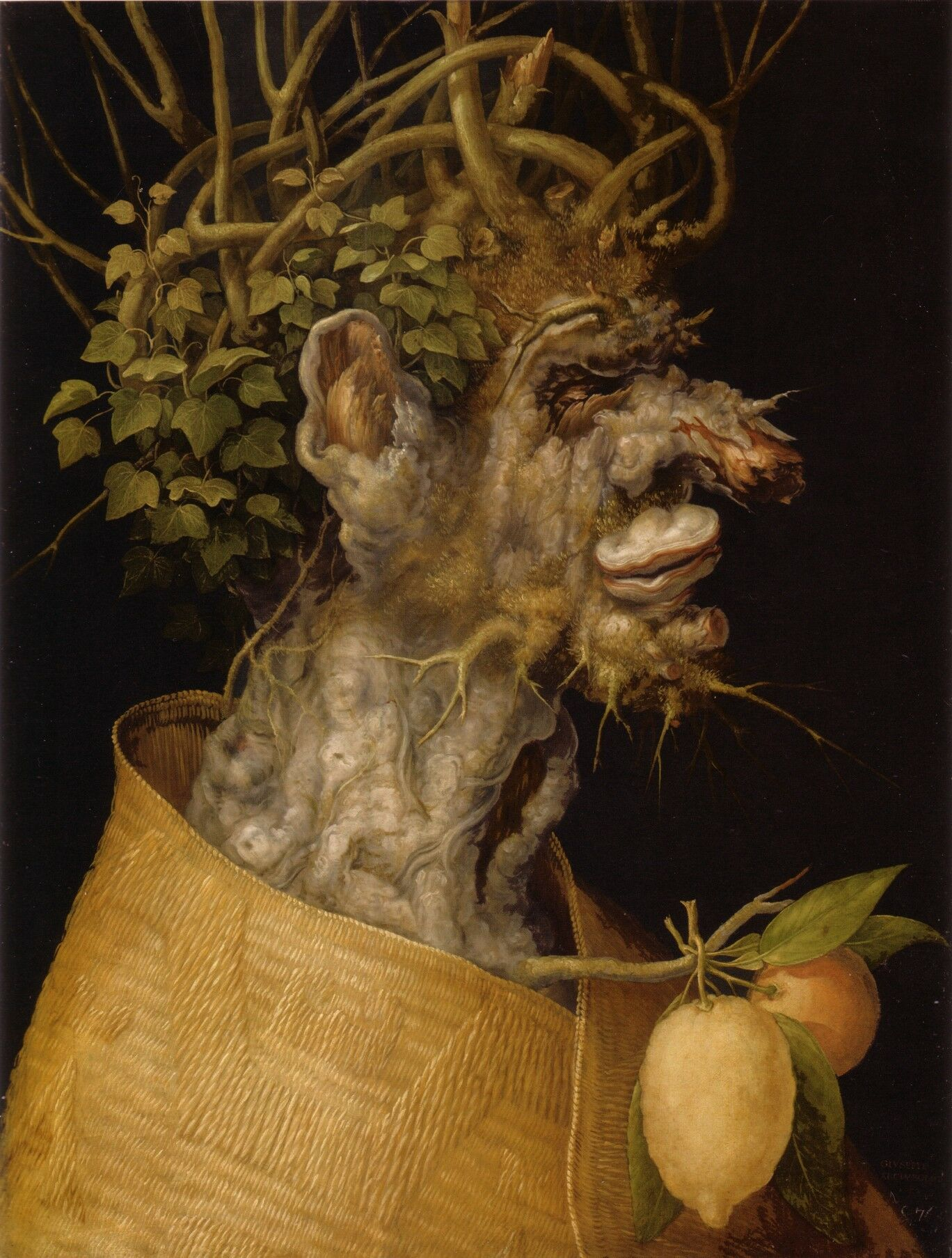
: الشتاء، غيسيبي أرسيمبولدو، 1563.
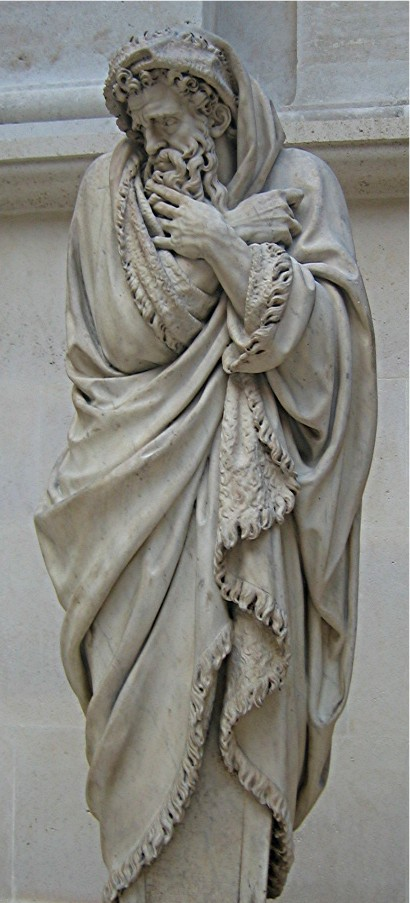
تمثال في الشتاء.
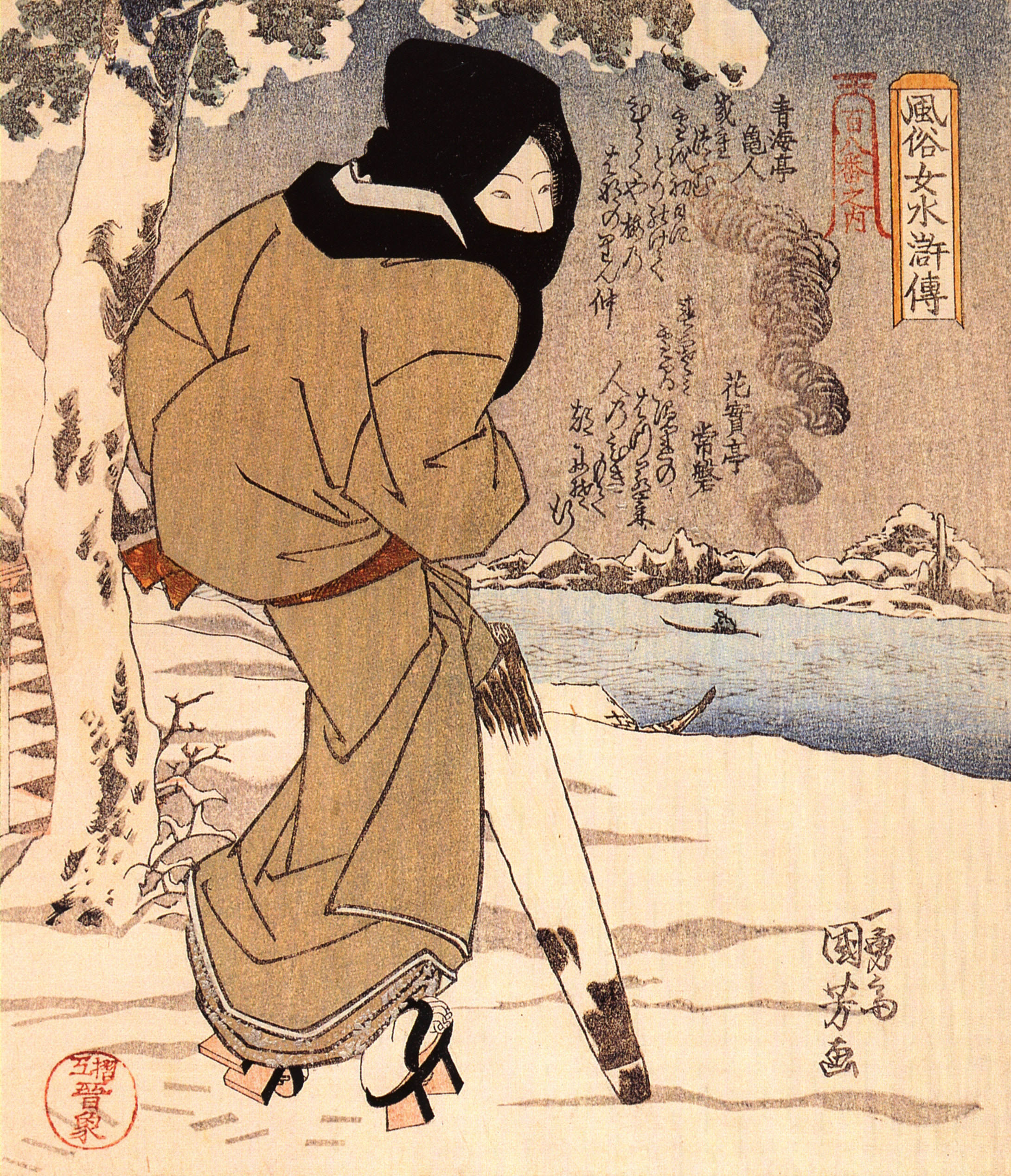
امرأة تمشي في الثلج، أوتاغاوا كونيوشي.
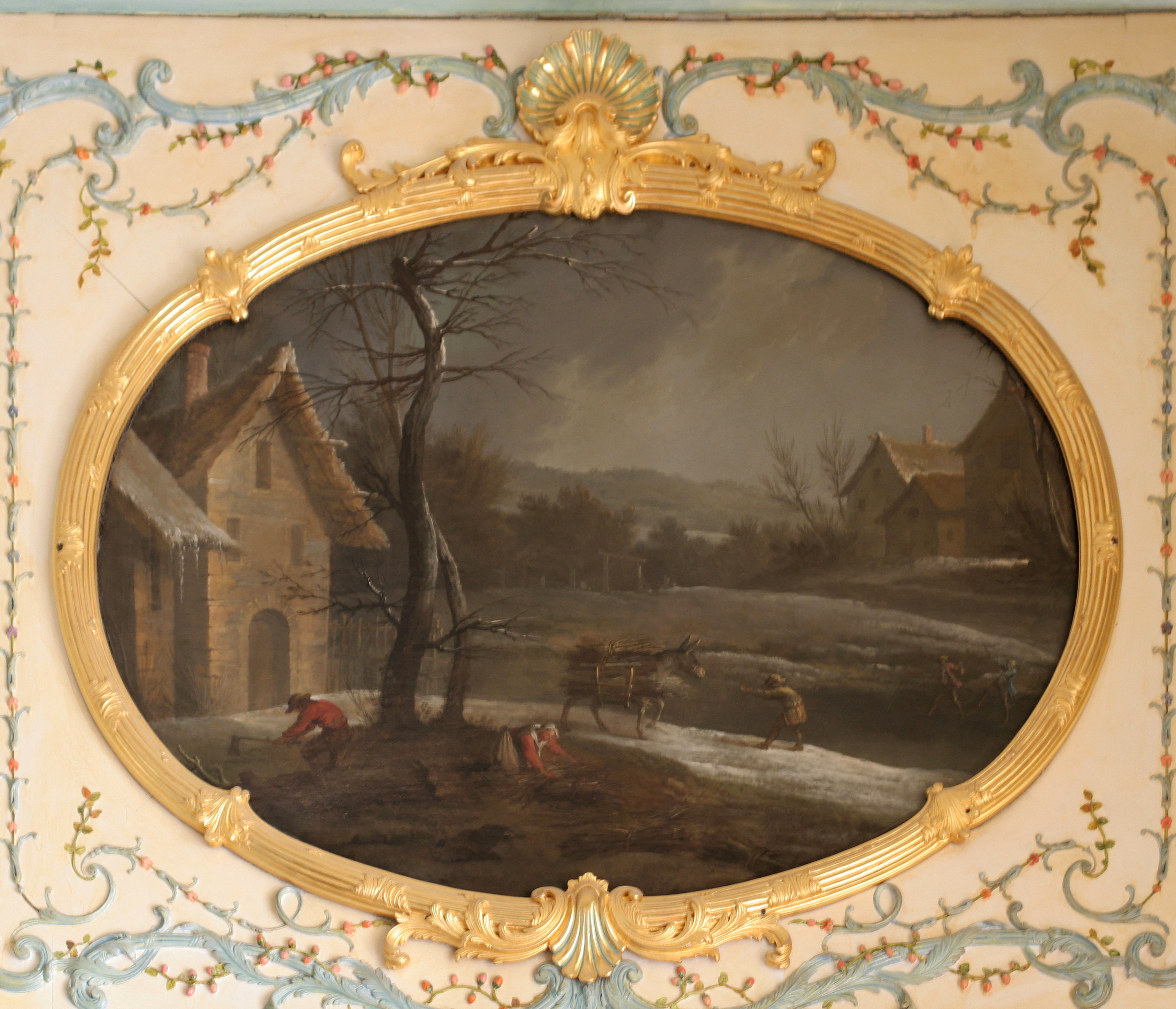
الشتاء أو السبات، لجون بابتيست أودري، 1749.
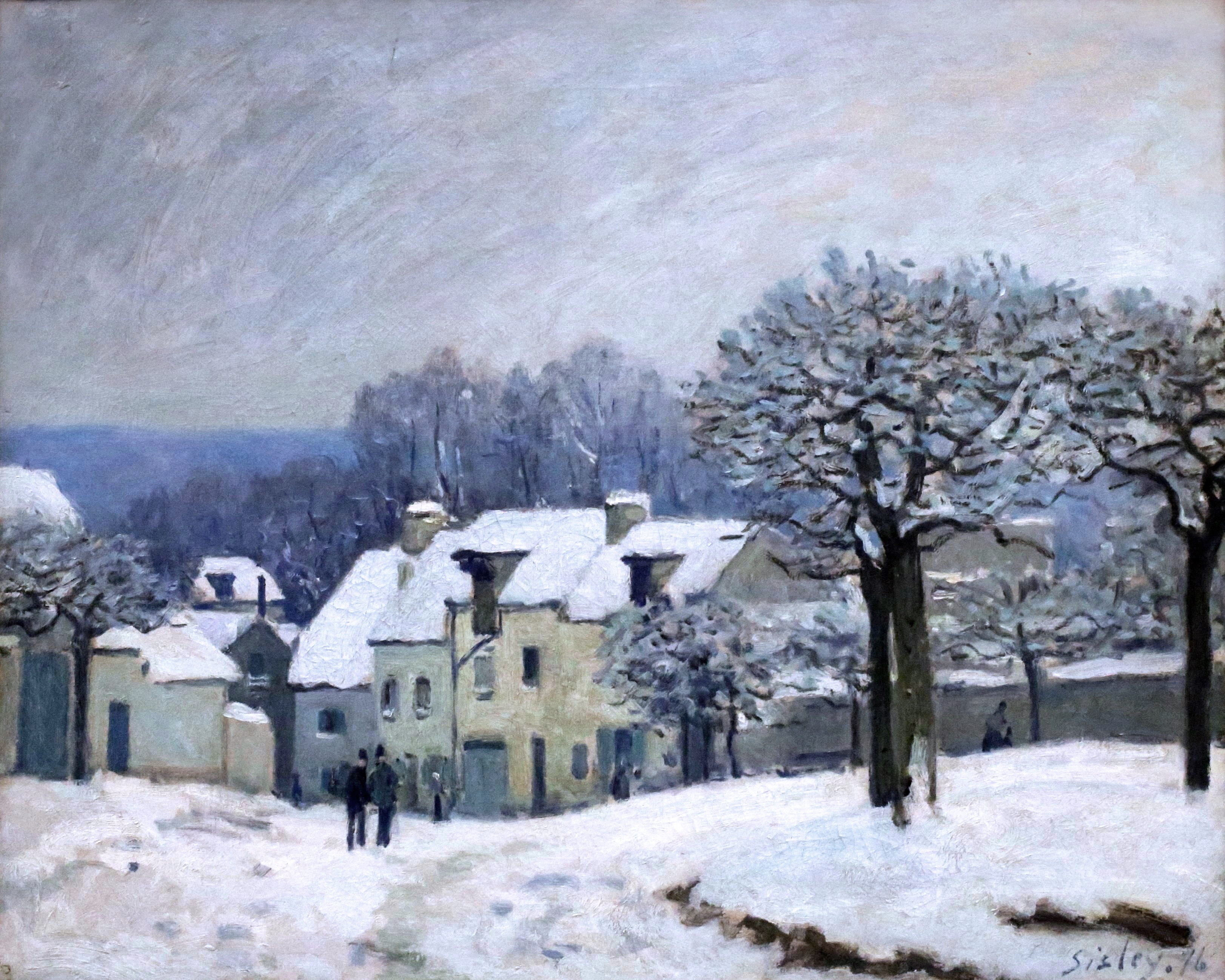
ساحة شينيل في مارلي، تأثير الثلوج، 1876، ألفرد سيسلي.